# Escalona (Huesca)
Escalona es una localidad española perteneciente al término municipal de Puértolas, en el Sobrarbe, provincia de Huesca, Aragón. Se encuentra a 10 km de Aínsa, en la carretera que lleva a Bielsa y la frontera con Francia y a 128 km de la capital de provincia, Huesca.
Se trata de un pueblo pequeño, en la confluencia de los ríos Cinca y Bellos, con una población de unos 90 habitantes, que se encuentra a una altitud sobre el mar de 620 m.
Desde el pueblo parte la carretera que lleva a dos de los sectores del Parque de Ordesa: el Cañón de Añisclo y las agrestes gargantas de Escuaín.
- Datos: Q8777566
- Multimedia: Escalona (Huesca) / Q8777566